# Cannabis en China

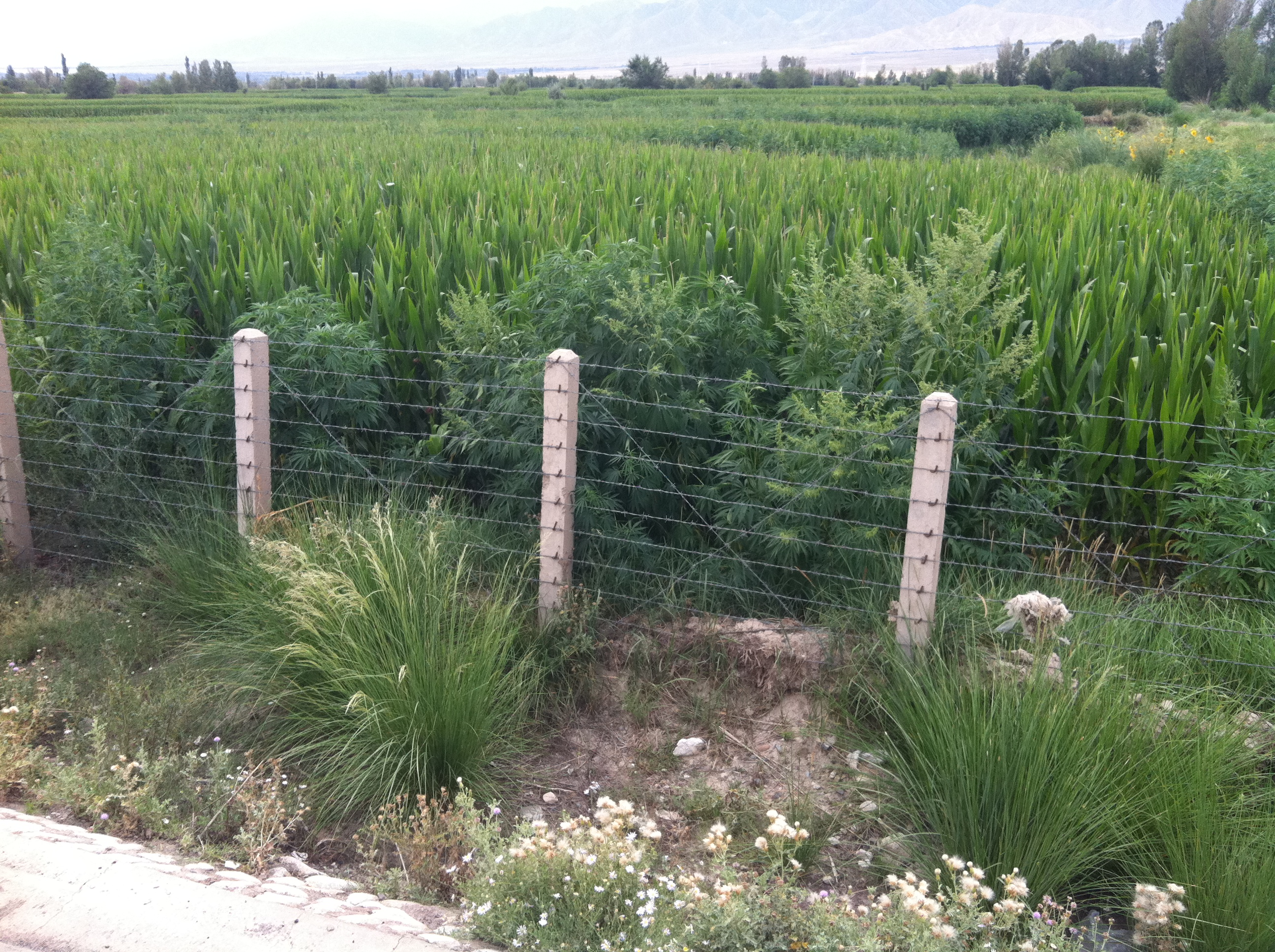
Cannabis al borde de la carretera, Jiuquan, Gansu

El cannabis es ilegal en China, excepto para fines industriales (cáñamo) y ciertas formas de medicina. Históricamente, en China se ha utilizado el cannabis para la obtención de fibra y semillas, así como en la medicina tradicional y con algunos propósitos rituales dentro del taoísmo.

## Etimología china
La palabra "Má" (pronunciación en mandarín: [mǎ]), es un término chino para el cannabis, representado por el carácter Han 麻. Este término, utilizado para describir la marihuana medicinal en el año 2700 a. C., es el nombre registrado más antiguo para la planta de cáñamo.
La palabra "ma" se ha utilizado para describir la planta de cannabis desde antes de la invención de la escritura hace cinco mil años. Se cree que "ma" podría compartir una raíz común con la palabra protosemita "mrr", que significa "amargo". Se ha encontrado evidencia del primer cultivo humano de cannabis en Taiwán. Los textos y poemas chinos antiguos, incluida la poesía del "Shi jing" (Libro de las Odas), hacen referencia a la palabra "ma" en numerosas ocasiones. Una de las primeras canciones menciona a mujeres jóvenes que tejen "ma" en la ropa.
La palabra "ma" a menudo se combina con la palabra china para "grande" o "grande" para formar la palabra compuesta "dama" o 大麻 (dàmá). "Dama" se utiliza a veces para describir el cáñamo industrial, ya que hay una connotación negativa que significa "adormecimiento" asociada con la palabra "ma" en sí misma. Los textos médicos chinos históricos (c. 200 d. C.) hasta la literatura médica china contemporánea del siglo XX analizan términos individuales para "ma", incluidos "mafen" (麻蕡), "mahua" (麻花) y "mabo" (麻勃), que se refieren a partes específicas del cuerpo masculino y flores femeninas de una planta de cannabis con diferentes proporciones de cannabinoides.

## Historia
Se ha confirmado que el cannabis se originó en el noroeste de China antes de que los antiguos chinos domesticaran la planta en la India y otras partes de Asia, particularmente en la estepa de Asia Central en el año 10.000 a. C. En el siglo XIX, la provincia de Xinjiang era un importante productor y exportador de hachís, siendo Yarkand un centro importante. Se exportaban decenas de miles de kilogramos anualmente a la India británica, legalmente y bajo aranceles, hasta 1934, cuando las autoridades chinas cortaron el comercio legal, aunque el contrabando continuó durante algunos años después.
Según el Ministerio de Seguridad Pública en 2015, el consumo de cannabis estaba en aumento entre los jóvenes chinos.

## Estatus legal
En 1985, la República Popular China se adhirió al Convenio sobre Sustancias Psicotrópicas e identificó la marihuana como una droga narcótica peligrosa, y su posesión o uso era ilegal. La pena por posesión de marihuana en China es cuestionada por varias fuentes, pero según la Ley de Sanciones de la Administración de Seguridad Pública, los fumadores de marihuana serán detenidos durante 10 a 15 días y multados con un máximo de 2.000 yuanes. Sin embargo, el cultivo de cannabis con fines industriales (cáñamo) nunca ha sido prohibido en China.
Por otro lado, las semillas de cannabis han estado continuamente incluidas en la Farmacopea China y el cáñamo nunca ha sido prohibido en la historia del país.

## Cultivo
Las plantas de cannabis se cultivan ampliamente en la provincia de Yunnan, especialmente alrededor de la ciudad de Dali. Sin embargo, el gobierno de Yunnan inició una campaña de erradicación en 1998 para que la provincia estuviera "libre de cannabis" para el año 2000, lo que dio como resultado menos cannabis silvestre y cultivado comercialmente. Una campaña similar también ha provocado un aumento de los precios de la marihuana en Xinjiang.

## Taoísmo
A partir del siglo IV, los textos taoístas mencionan el uso de cannabis en incensarios. Needham citó la enciclopedia taoísta (ca. 570 d. C.) Wushang Biyao 無上秘要 ("Supreme Secret Essentials") que afirma que el cannabis se agregaba a los quemadores de incienso rituales y sugirió que los antiguos taoístas experimentaban sistemáticamente con "humos alucinógenos". El Yuanshi shangzhen zhongxian ji 元始上真眾仙記 ("Registros de las Asambleas de los Inmortales Perfeccionados"), que se atribuye a Ge Hong (283-343), dice:
Para quien comienza a practicar el Tao no es necesario internarse en la montaña. ... Algunos con incienso purificador, aspersión y barrido también pueden invocar a los Inmortales Perfeccionados. Los seguidores de Lady Wei y de Hsu son de este tipo.
Lady Wei Huacun (252-334) y Xu Mi (303-376) fundaron la escuela taoísta Shangqing. Se dice que las escrituras Shangqing fueron dictadas a Yang Xi (330-c. 386) en revelaciones nocturnas de inmortales, y Needham propuso que Yang fue "ayudado casi con certeza por el cannabis". El Mingyi bielu (Registros complementarios de médicos famosos), escrito por el farmacólogo taoísta Tao Hongjing (456-536), quien también escribió los primeros comentarios al canon Shangqing, dice: "Semillas de cáñamo (麻勃) se utilizan muy poco en medicina, pero los magos-técnicos (shujia) dicen que si uno los consume con ginseng le dará un conocimiento sobrenatural de los acontecimientos en el futuro." Una obra médica taoísta del siglo VI d. C., el Wuzangjing (Clásico de las cinco vísceras) dice: "Si deseas ordenar que se presenten apariciones demoníacas, debes comer constantemente las inflorescencias de la planta de cáñamo."
Joseph Needham conectó los mitos sobre Magu, "la damisela del cáñamo", con los primeros usos religiosos taoístas del cannabis, señalando que Magu era la diosa del sagrado Monte Tai de Shandong, donde se suponía que el cannabis "se recolectaba el séptimo día del séptimo mes, un día de banquetes de sesiones espiritistas en las comunidades taoístas".

## Otras lecturas
- Alain Labrousse; Laurent Laniel (29 de junio de 2013). The World Geopolitics of Drugs, 1998/1999. Springer Science & Business Media. pp. 85-. ISBN 978-94-017-3505-6.
- Li, Hui-Lin (1974). «An Archaeological and Historical Account of Cannabis in China». Economic Botany 28 (4): 437-448. doi:10.1007/bf02862859.
- Touw, Mia (1981). «The Religious and Medicinal Uses of Cannabis in China, India and Tibet». Journal of Psychoactive Drugs 13 (1): 23-34. PMID 7024492. doi:10.1080/02791072.1981.10471447.

- Datos: Q28000740